# Lilga Kovanko
Lilga Kovanko, egentligen Olga Losinskij-Kovanko, född 12 december 1943 i Helsingfors, är en finländsk skådespelerska.

## Biografi
Lilga Kovanko har tillhört Lilla teaterns ensemble sedan 1969 med undantag för åren mellan 1974 och 1979, då hon var verksam vid Svenska Teatern. Bland hennes roller kan nämnas Ofelia i Hamlet, Varja i Körsbärsträdgården, Madame de Merteuil i Farliga förbindelser, överstinnan Beate Ekenstedt i Charlotte Löwensköld.
Kovankos första film var 1969 års Vodka, kommissarie Palmu och hon har därefter medverkat i drygt fyrtiotalet film- och TV-produktioner. Hon har samarbetat med regissören Marianne Ahrne i flera filmer, däribland Långt borta och nära från 1976 där hon spelade huvudrollen.
År 1986 grundade Kovanko Teater Atena tillsammans med Marina Motaleff. Pjäsen Hallonbacken, skriven av Stina Katchadourian, regisserad av Motaleff och med Kovanko i rollen som Edith Södergran blev en stor framgång som spelades i tio år och gick på turné i Sverige, Norge, Kanada och USA.

## Filmografi
- 1969 – Vodka, kommissarie Palmu
- 1970 – Bensin i blodet
- 1971 – Sateenkaaren tällä puolen
- 1973 – Rakennetaan sauna
- 1974 – Elis den envise
- 1976 – Långt borta och nära
- 1977 – Sex dagar i Bengt Anderssons liv
- 1977 – Rätt bra för att vara människa
- 1977 – Landet som icke är
- 1978 – Det händer i Aspnäs (TV-serie)
- 1978 – Frihetens murar
- 1979 – Högaktningsfullt J. L. Runeberg
- 1979 – Kvastlindström (TV-serie)
- 1980 – Solvind
- 1980 – Marraskuun kuvia
- 1982 – Rauta-aika (TV-serie)
- 1982 – Aidankaatajat eli heidän jälkeensä vedenpaisumus
- 1983 – Den tredje lyckan (TV-serie)
- 1983 – Av dig blir ingenting
- 1984 – Dirty Story
- 1986 – På liv och död
- 1986 – Nattseilere
- 1986 – Valkoinen kääpiö
- 1990 – Makedonia (TV-serie)
- 1990 – Lottovoittajien maa (TV-serie)
- 1990 – Guds djärvaste ängel
- 1994 – Virkistysalue
- 1994 – Maigret (TV-serie)
- 1998 – Vägsjälar (TV-serie)
- 1999 – Pikkusisar
- 2001 – Drakarna över Helsingfors
- 2001 – Korkeajännitystä - eli sähköä kotiinkuljetettuna (TV-serie)
- 2001 – Kaverille ei jätetä (TV-serie)
- 2004 – Fling (TV-serie)
- 2005 – Handu pumpulla (TV-serie)
- 2005 – Presidentit (TV-serie)
- 2005 – Den stora resan (kortfilm)
- 2005 – En junisöndag kvart över tolv
- 2007 – Kultainen noutaja (TV-serie)
- 2007 – Gränsfall (TV-serie)
- 2007 – Sooloilua
- 2010 – Kallio (TV-serie)
- 2011 – Hella
- 2011 – Där vi en gång gått

## Teaterroller (i urval)
| År   | Roll          | Produktion                         | Regi            | Teater          |
| ---- | ------------- | ---------------------------------- | --------------- | --------------- |
| 2010 | Helena Ekdahl | Fanny och Alexander Ingmar Bergman | Maria Lundström | Svenska Teatern |